# Kids in Love
Kids in Love è un film del 2016 diretto da Chris Foggin. Rappresenta l'esordio alla regia di Foggin e alla sceneggiatura di Sebastian de Souza e Preston Thompson. Il cast principale è caratterizzato da giovani attori a inizio carriera fra i quali Will Poulter, l'attrice francese Alma Jodorowsky e la top model Cara Delevingne. Il film, di produzione britannica, affronta il tema del passaggio all'età adulta e tratta le vicende di un gruppo di amici di Londra che seguono uno standard di vita edonista e bohèmien.

## Trama
Jack sta attraversando la fase di indecisione post-diploma in cui non è convinto di intraprendere il tipo di vita che i suoi genitori si aspettano da lui. Incontra una ragazza misteriosa che lo conduce in un mondo inesplorato della West End di Londra pieno di idee e persone nuove.

## Produzione
Le riprese del film iniziarono il 19 agosto 2013 e si svolsero in Inghilterra, principalmente a Londra e nelle campagne dell'Oxfordshire. Essendo un film indipendente a basso costo il periodo di produzione ha avuto una durata limitata concludendosi il 14 settembre. Alcune scene furono girate al Carnevale di Notting Hill e al The Box Club di Soho. La presenza di Cara Delevingne, per la prima volta attrice in un cast principale, ha attirato l'attenzione dei media nazionali e internazionali.
Il produttore Barnaby Thompson descrisse il film a metà strada fra Il laureato e Sadismo.

## Distribuzione
Il 4 novembre 2015, durante l'American Film Market di Santa Monica, Carnaby Sales & Distribution acquista i diritti di vendita internazionali.
Il 12 febbraio 2016 il film partecipa all'European Film Market del Festival di Berlino dove viene acquistato da Signature Entertainment e Factoris Films. In Francia, nel mese di maggio 2016, è stato presentato in anteprima nazionale al Marchè Du Film del Festival di Cannes. Il trailer esce il 21 giugno 2016. La première mondiale del film è stata presentata il 22 e il 24 giugno al Festival internazionale del cinema di Edimburgo, dove concorre nella categoria Best of British. Il film è uscito on-demand e in alcune sale britanniche il 26 agosto 2016, e in dvd il 29 agosto. In Italia è stato presentato in ottobre 2016 al Festival del Cinema di Roma, nella sezione dedicata al cinema per ragazzi Alice nella Città.

## Accoglienza
Il film ha ricevuto recensioni negative da parte della critica inglese e internazionale. Il The Guardian lo ha definito come "roba incredibilmente superficiale". La critica italiana descrive il film "con poco ritmo, dialoghi lasciati a volte incompiuti, situazioni prevedibili".